# Google アカウント
Google アカウント（グーグル アカウント）とは、Googleのサービスにアクセスするためのユーザーアカウントである。Gmailのメールアドレスをサインアップすることでアカウントを作成できるが、別の方法もある。欧州ではgooglemail.comドメインが使われているが、これはGoogleが商標に関する訴訟で敗訴したためである。

## アプリケーション
Google アカウント作成後、他のGoogleアプリケーションの追加を行える。アカウント設定は1つの場所に保存されるが、多くのアプリケーションでは独自の設定を保存することができる。
Google アカウントを使用出来るアプリケーションは以下の通り:
- Google Web History（英語版）
- Google 広告（旧：AdWords）
- Blogger
- Gmail
- Google カレンダー
- Google Developers
- Google ドキュメント
- Google Finance
- Google グループ
- Google マップ
- Google ニュース
- Google Sites
- Google Pay
- Google フォト
- YouTube

YouTubeやBloggerはGoogleによる買収前に作成した独自のアカウントを保持することができたが、2011年4月をもってYouTubeユーザーはログインすることを継続したい限りGoogle アカウントに移行しなければならなくなった。
ユーザーはGoogle アカウントを使って一般公開されるGoogleプロフィールを作成でき、他のGoogleユーザーに対して自身がGoogle製品上でどれだけ情報を公開するか設定することができる。Googleプロフィールは自身のブログなどいくつかのソーシャル・ネットワーキング・サービスや画像ホスティングサイト上のユーザープロフィールにリンクすることができる。

## マイ アクティビティ
2016年に「マイ アクティビティ」という名称でリリースされた。これは、Google 検索履歴およびGoogle ウェブ履歴に代わるものであり、Google アカウントにログインしているユーザーはGoogleによって追跡されたデータを確認および削除できる。マイ アクティビティでは、検索履歴のほか、Google ChromeでアクセスしたサイトやYouTubeで視聴した動画、使用したデバイス、使用したアプリ、特定のGoogle サービスでのアクティビティを管理できる。全ての情報はタイムラインのようなレイアウトで表示される。ユーザーは追跡を完全に無効にしたり、特定のアクティビティを削除することもできる。

## アカウントのブロック
Googleは幾つかの理由でアカウントをブロックすることができる。自身のGoogle アカウントでの「異常な行動」や、年齢を入力した時の「その年齢に達していない」などが該当する。再アクティベーションはウェブフォームを使って有効な写真付き身分証明書か小型のクレジットカード決済（0.30USドル）で身分証明することができる。他の方法（ファクシミリの送信か必要文書のアップロードなど）の場合、Google社員との交渉を必要とする上、再アクティベーションには1日から2、3週間かかることがある。

## アカウントの削除
2023年5月16日、Googleは少なくとも2年間使用されていないか、ログインしていないGoogle アカウントと関連付けられているコンテンツを削除するポリシーを改定し、2023年12月より作成後に全く使用されていないアカウントの削除から順次実施すると発表した。これについて、放置されたアカウントの大半には2要素認証等のセキュリティ対策が設定されていないことから、スパム等に悪用されるといった脆弱性があるためだとしている。なお、削除されるのは個人のアカウントのみで、教育機関や企業等のアカウントは対象外となる。
削除されるコンテンツはGoogle Workspace（Gmail、ドキュメント、ドライブ、Meet、カレンダー）とGoogle フォトが対象である。また、YouTubeについては当初削除対象に含まれていたが、その後YouTubeに動画をアップロードしたアカウントは現時点では削除しない方針を付け加えた。
近年は児童ポルノコンテンツなどをGoogleドライブに保存すると、自動的にGoogle側で検知され、最悪の場合はアカウントそのものを強制的に無効化されてしまうケースがある。この場合は、再審査を二度までしか依頼することができない。また、アカウントが停止された場合、ケースによっては残存データのダウンロードも拒否される場合がある。

## セキュリティ
Google アカウント利用者は2段階認証でアカウントのセキュリティを高めることができる。